# Brđani (Pleternica)
Brđani is een plaats in de gemeente Pleternica in de Kroatische provincie Požega-Slavonië. De plaats telt 52 inwoners (2001).